# Культура Бутана

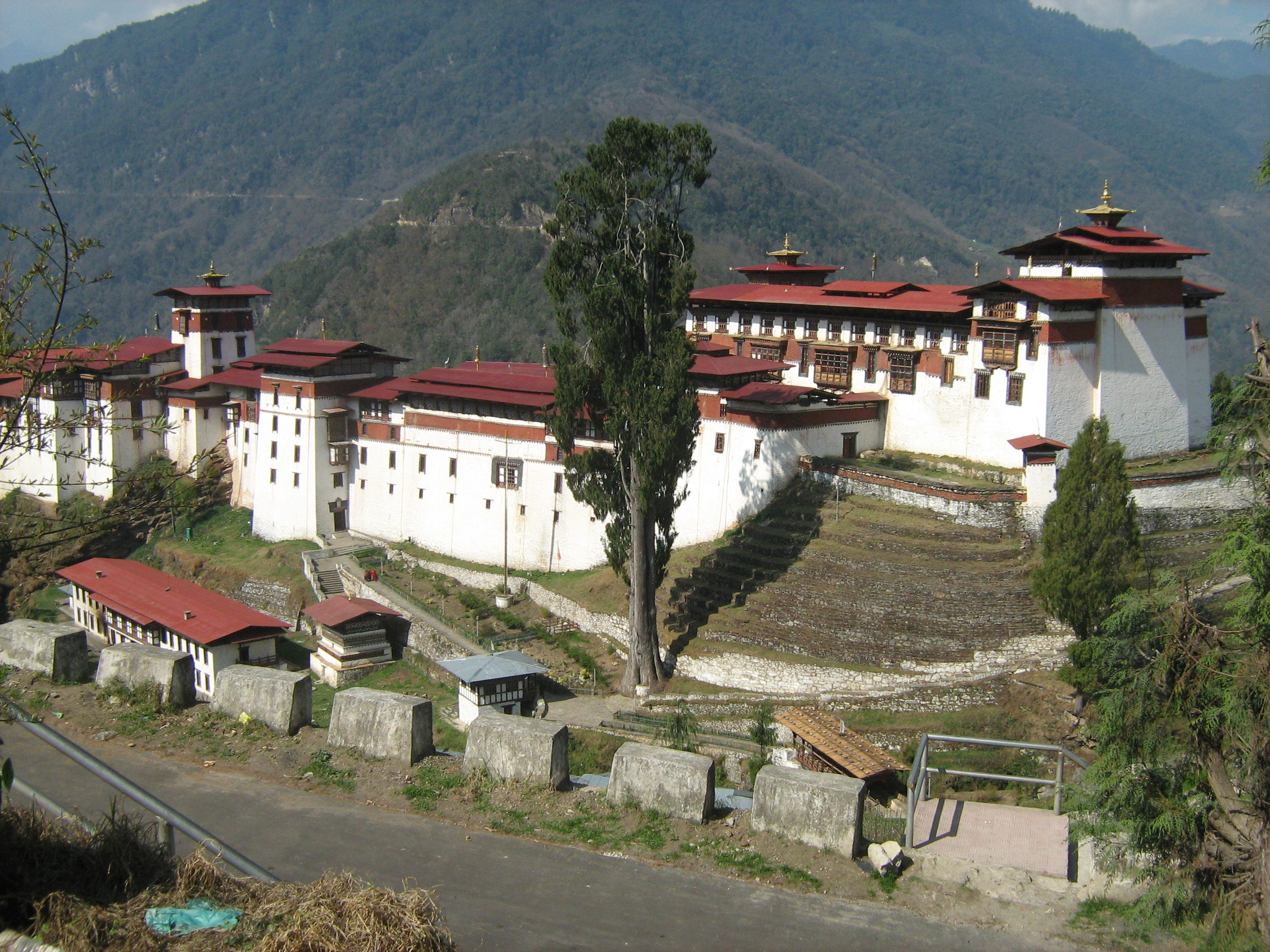
Тронгса-дзонг

Современная культура Бутана уходит своими корнями в древность. Благодаря своей географической изолированности, окружённый Гималаями, Бутан был защищён от внешних культурных влияний. Эта малонаселенная страна, граничащая с Индией на юге и Китаем на севере, долго придерживалась политики полной изоляции, как культурной, так и экономической, с целью сохранить своё культурное наследие и независимость. Только в последних десятилетиях XX века иностранцам разрешено было посещать страну, и только в ограниченном количестве. Таким образом Бутан сумел хорошо сохранить многие стороны своей культуры.

## Религия

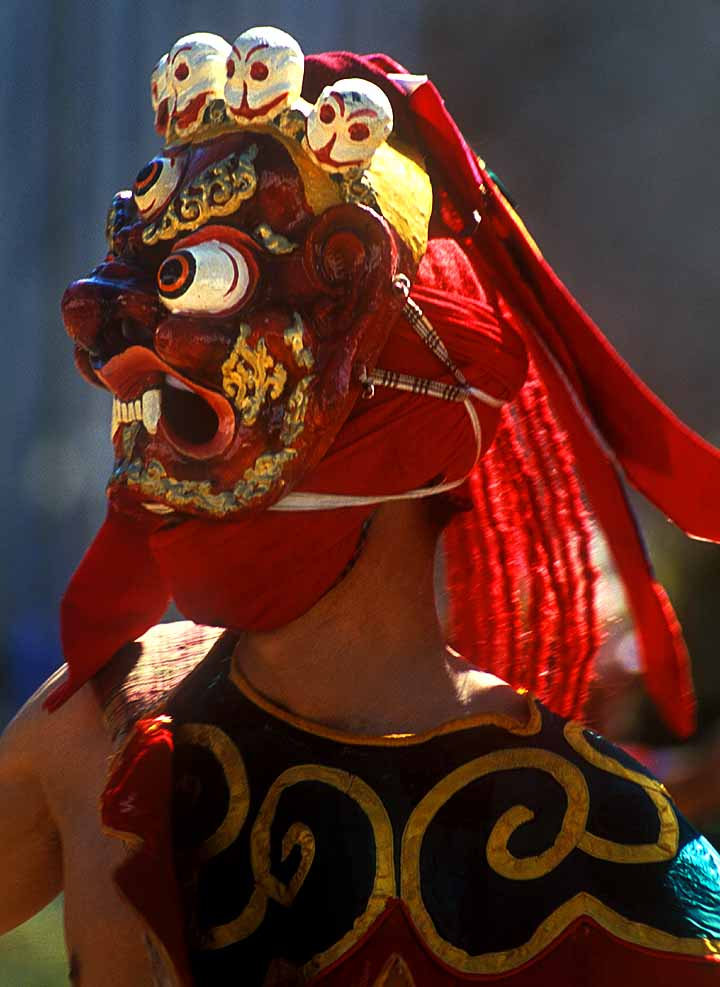
Мистерия Цам

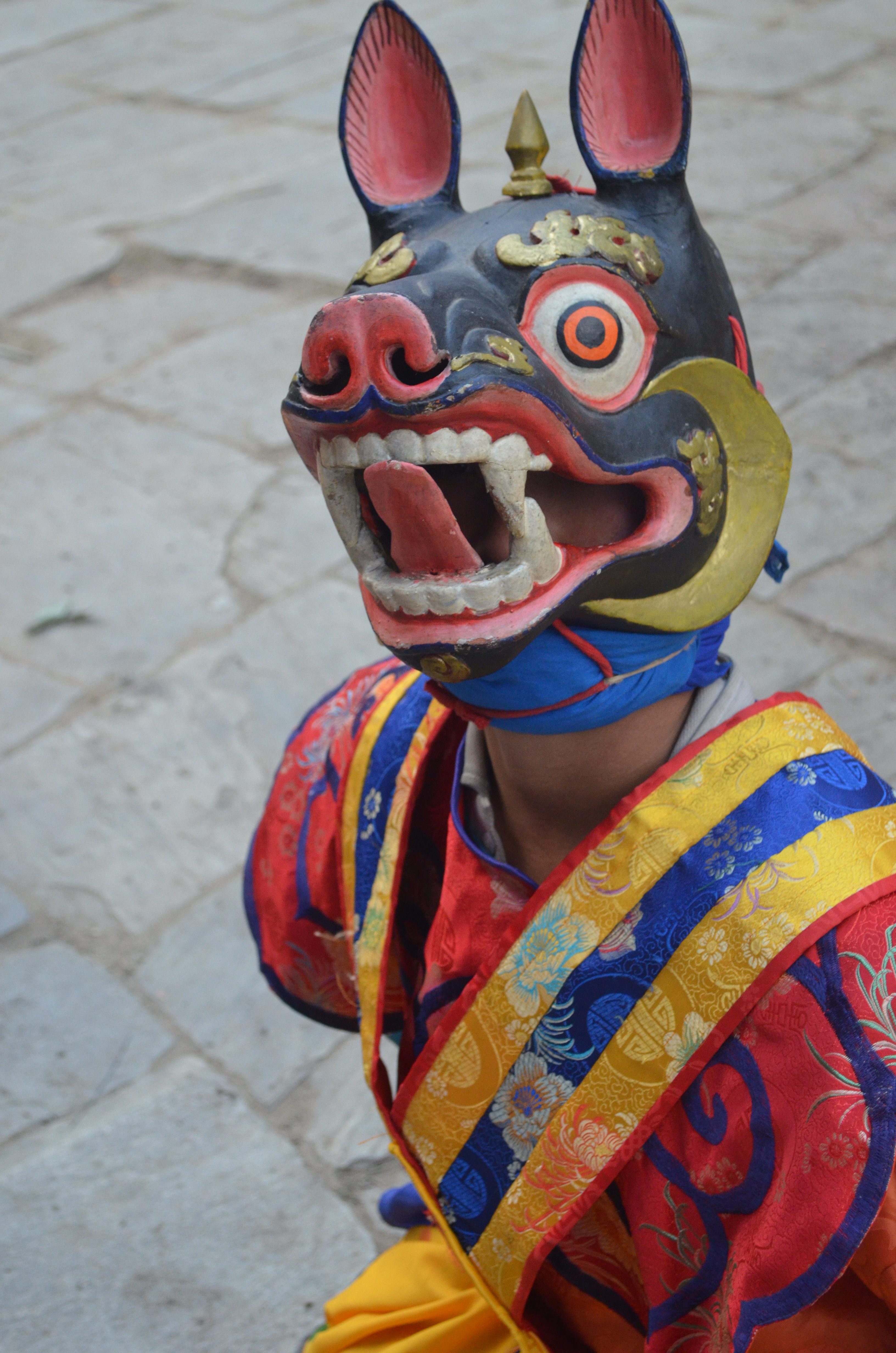
Мистерия Цам

Влияние религии ощущается практически во всех сферах жизни бутанского общества. Большинство жителей страны (75 %) исповедуют буддизм в разных его проявлениях: тантрический, Друкпа Кагью или Ньингма. Примерно 25 % являются индуистами. Менее 1 % составляет число приверженцев других религий в Бутане.

## Национальный дресс-код
Все граждане Бутана обязаны соблюдать национальный дресс-код, известный как Дриглам Намжа, пока находятся на публике в светлое время суток. Требования в некоторых округах (дзонгхагах) являются более строгими, чем в остальных. Мужчины носят гхо, или тяжёлый халат длиной до колен, который подпоясывают поясом. Женщины носят красочные блузки, поверх которых надевают большой прямоугольный кусок ткани, называемый кира. Поверх киры может носиться короткий шелковый жакет, или тего. Повседневные гхо и кира делаются из хлопка или шерсти, в зависимости от времени года, и украшаются простыми узорами в виде полос и клеток. В специальных случаях и по праздникам могут носиться ярко окрашенные шёлковые кира и — гораздо реже — гхо.
Дополнительные ограничения возникают при посещении дзонга или храма, а также при визите к высокопоставленному чиновнику. Мужчины из простых слоёв населения носят белый шарф (кабни), свисающий с левого плеча до правого бедра. Цвет кабни, носимого также и другими представителями мужского населения Бутана, вообще зависит от ранга носителя. Женщины носят же раху, или узкие вышитые куски ткани, переброшенные через левое плечо.
Этот дресс-код встречает некоторое сопротивление со стороны этнических непальцев, живущих вдоль границы с Индией и нежелающих носить одежду другой культуры.

## Взаимоотношения мужчин и женщин
Бутанские женщины традиционно имеют больше прав, чем мужчины в ближайших культурах, особенно же это касается их права на земельную собственность. Собственность каждой большой семьи бутанцев контролируется «главной матерью», которой в текущих делах помогают остальные женщины семьи. Когда «главная матерь» становится уже неспособной к управлению собственностью, тогда её место занимает сестра, дочь или племянница. Эта схема наследования известна в антропологии как матрилинейность.
Мужчины и женщины вместе работают на полях, и каждый из них может владеть каким-нибудь бизнесом. Мужчины принимают полное участие в домашних делах, часто готовят и по традиции производят и ремонтируют одежду, при этом не занимаясь изготовлением тканей. В городах уже начинает проявляться «западная» модель семейных отношений, с мужем-добытчиком и женой-домохозяйкой. Представители обоих полов могут быть монахами, хотя на практике число монахинь сравнительно невелико.
Браки заключаются по желанию обеих сторон и развод крайне редкое явление. Брачная церемония состоит из обмена белыми шарфами и совместного питья из чаши. Браки могут быть официально зарегистрированы, когда пара проживает вместе более, чем шесть месяцев. Традиционно жених переезжает в дом семьи невесты, однако новобрачные могут жить с любой из семей в зависимости от того, чьё хозяйство более нуждается в работниках.

## Бутанские имена
За исключением королевских семейств, бутанские имена не включают в себя фамилию. Вместо этого местным ламой, родителями или дедушкой с бабушкой при рождении ребёнка выбирается ему два традиционных благоприятных имени. По первым именам обычно нельзя сказать кто их владелец — мужчина или женщина. В некоторых случаях определению пола носителя может помочь второе его имя.
Так как существует ограниченное количество имён, допустимых для выбора, то неминуемо у многих людей в Бутане сочетание из первого и второго имён совпадает. Чтобы решить данную проблему, применяется система неофициальных имён, которые дают понять откуда тот или иной человек. Когда, например, «Чонг Кинлей» из деревни Чоцом в долине Паро (долина) находится вне этой местности, она зовётся «Паро Кинлей». В долине же Паро она идентифицируется по имени своей деревни как «Чонг Кинлей Чоцом». Удивительно, но много детей в одной небольшой деревушке могут иметь абсолютно одинаковые имена, что является следствием действий местного ламы. В таком случае человек будет уже определяться по названию дома, где он родился.

## Религиозные фестивали
Раз в год дзонг или крупная деревня могут провести религиозный фестиваль, или цечу. Крестьяне со всего прилегающего округа приходят на несколько дней для религиозных празднований и приношения даров ламе или монастырю. Центральным событием обычно являются танцы в религиозных масках, или чам, проводимые на большом пространстве. Каждый из этих танцев занимает до нескольких часов, а на выполнение всей танцевальной программы уходит от двух до четырёх дней. Исполнение таких танцев как бы благословляет жителей, а также помогает передавать принципы тантрического буддизма сельскому населению. Эта традиция восходит прямо к Шабдрунгу Нгавангу Намгьялу и остаётся неизменной с середины XVII века.
Перед наступлением последнего дня фестиваля цечу, огромный гобелен, или тондрел, разворачивается на дворе дзонга на несколько часов. По верованиям, простой взгляд на него может принести духовное освобождение. Тондрел сворачивают уже перед самым утром.

## Монашество
В Бутане будущие монахи обычно попадают в монастыри уже в возрасте от шести до девяти лет и сразу берутся под контроль главой данного учреждения. Они учатся читать на чхокей, языке древних священных текстов, а также на дзонг-кэ и английском. Со временем они должны будут выбрать один из двух возможных путей: изучать теологию и буддийскую теорию или выбрать более распространённый вариант, а именно стать знатоком ритуалов и различных буддийских практик.
Повседневная жизнь монахов является весьма суровой, особенно если они находятся в одном из монастырей, расположенных высоко в горах. В таких монастырях пища очень скудна и должна постоянно восполняться самими монахами или их посетителями. Монахи обычно не имеют одежды, пригодной для зимних условий, а монастыри не отапливаются. Во многом из-за таких трудностей и невзгод монастырской жизни монахи высоко уважаются в обществе; иметь сына или брата, ведущего монашеский образ жизни, считается очень хорошей кармой для всей семьи.
Духовное совершенствование монаха длится всю его жизнь. В дополнение к своей общественной роли священника он может несколько раз уйти в отшельники. Общая продолжительность периода отшельничества — три года, три месяца, три недели и три дня. За это время монах периодически посещает своего духовного наставника, который проверяет своего ученика на предмет дальнейшего его развития в подтверждение того, что время отшельничества не было потрачено впустую.
Каждый монастырь возглавляется настоятелем, в основном ламой, хотя титулы могут и различаться. Самый важный монах — это главный настоятель Бутана, чьим титулом является Дже Кхенпо. Теоретически он по своему статусу равен королю.
Центральный монашеский орган — это собрание 600 или около того монахов, которые занимаются наиболее важными религиозными делами страны. Летом они собираются в Тхимпху, а зимой они переходят в дзонг Пунакха, наиболее чтимый дзонг в Бутане, где тело Шабдрунга Нгаванга Намгьяла хранится под охраной с конца XVII века.

## Праздники
- В Бутане широко отмечается праздник День Благословенного дождя.

## Радио, телевидение, Интернет и кино
В начале 1960-х годов третий король Бутана начал постепенный процесс внедрения современных технологий в своей стране. Первая радиостанция вещала по тридцать минут по воскресеньям, начиная с 1973 года. Первое телевещание началось в 1999 году, хотя несколько обеспеченных семейств уже купили на тот момент спутниковые тарелки. Интернет был проведён в 2000 году.
В 2002 году был выпущен первый в Бутане полнометражный фильм, вышедший под названием «Маги и странники». Автором сценария и режиссёром фильма выступил Кхьенце Норбу, почитаемый лама из линии воплощений Кхьенце.